# Enemy of God
Enemy of God (Enemigo de Dios) es el undécimo álbum del grupo alemán de thrash metal Kreator. Fue grabado entre mayo y julio de 2004 y lanzado en enero de 2005.
Este disco, al igual que su anterior entrega Violent Revolution, representan el regreso del grupo a sus raíces thrash con la agresividad y técnica características de Kreator. 
Cuenta con la participación especial de Michael Amott, guitarrista de Arch Enemy en el tema Murder fantasies.
El DVD incluye su actuación en el festival de Wacken de 2005 y algunos de sus videoclips.

## Temas
1. Enemy of God 05:45
2. Impossible Brutality 04:31
3. Suicide Terrorist 03:29
4. World Anarchy 03:55
5. Dystopia 03:41
6. Voices of the Dead 04:33
7. Murder Fantasies 04:50
8. When Death Takes It's Dominion 05:39
9. One Evil Comes (A Million Follow) 03:20
10. Dying Race Apocalypse 04:41
11. Under a Total Blackened Sky 04:28
12. The Ancient Plague 06:58
13. "Toxic Trace (Live in Busan, South Korea)" (Bonus Track japonés, también en Enemy of God: Revisited Bonus Track)
14. "Coma Of Souls (Live in Busan, Korea)" (Japanese Bonus Track Japonés, también en Enemy of God: Revisited Bonus Track)
15. "Impossible Brutality" (video bonus en al edición normal)

Una Edición Limitada Digipak fue también lanzada con un Bonus DVD (formato PAL y una edición muy limitada con formato DVD NTSC en Norteamérica) que presenta el siguiente contenido:

### Lista de canciones de la Edición Limitada en Digipak bonus-DVD
1. "Impossible Brutality" (videoclip)
2. "Making of Impossible Brutality"
3. "Making of Enemy of God"
4. "Violent Revolution" (live clip)
5. "Phobia" (live clip)

### Listado del bonus-DVD revisado
- Live Wacken 2005:

1. "Intro"
2. "Enemy of God"
3. "Impossible Brutality"
4. "Pleasure to Kill"
5. "Phobia"
6. "Violent Revolution"
7. "Suicide Terrorist"
8. "Extreme Aggression"
9. "People of the Lie"
10. "Voices of the Dead"
11. "Terrible Certainty"
12. "Betrayer"
13. "Flag of Hate"
14. "Tormentor"

- Bonus - Bootleg "Live At The Rockpalast":

1. "Reconquering the Throne"
2. "Renewal"
3. "Servant in Heaven-King in Hell"

- Video Clips:

1. "Making of Enemy of God"
2. "Enemy of God"
3. "Dystopia"
4. "Impossible Brutality"
5. "Dying Race Apocalypse"

## Formación
- Mille Petrozza - Voz, guitarra
- Sami Yli-Sirniö - Guitarra
- Christian Giesler - Bajo
- Jürgen Reil - Batería
- Harald Hoffmann - Fotografía
- Joachim Luetke - Diseño y concepto de portada
- Andy Sneap - Producción, mezcla
- Michael Amott - Invitado en "Murder Fantasies"

- Datos: Q1341183